# Avicultura

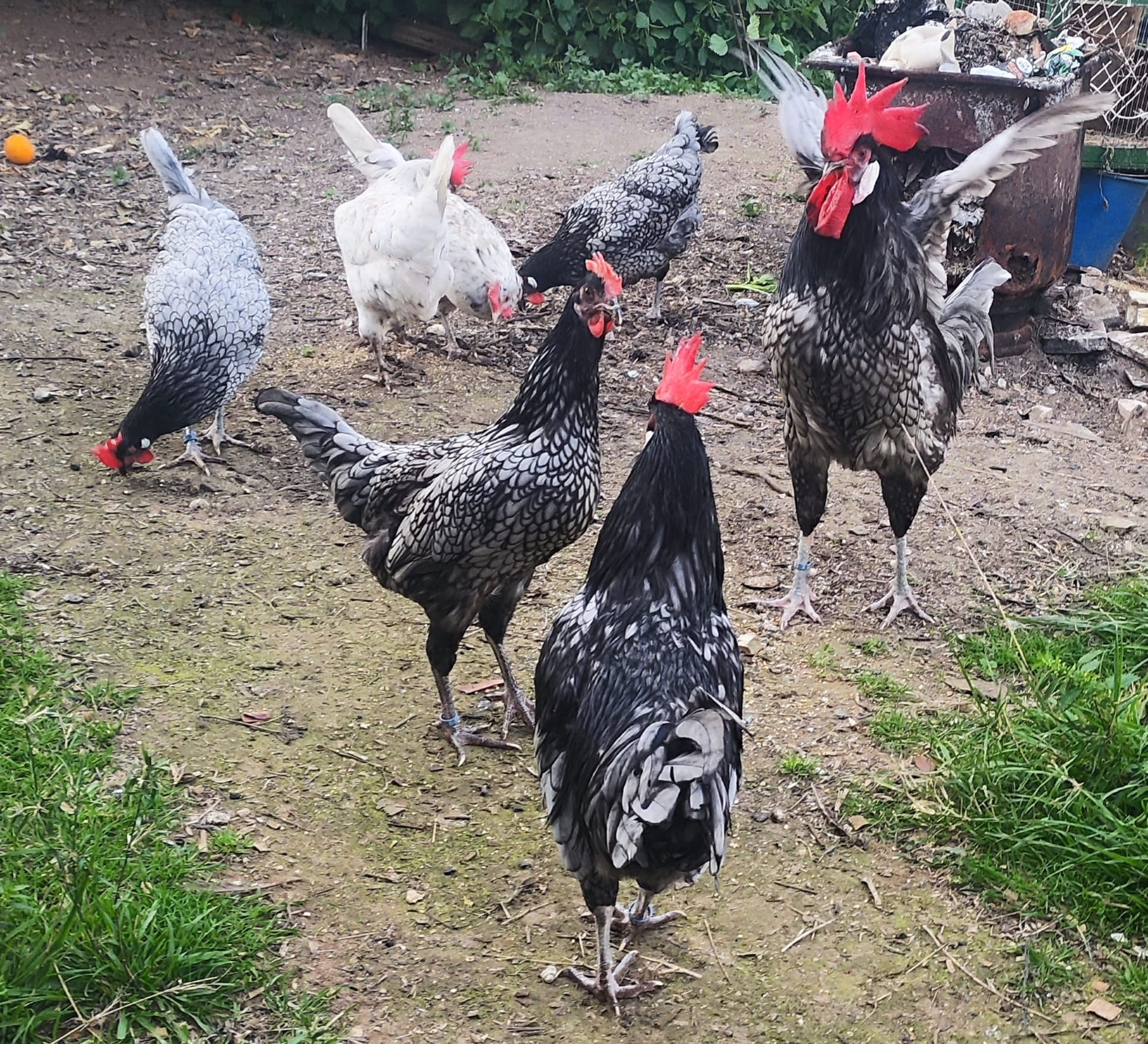
Gallinas andaluzas de España

La avicultura es una rama de la ganadería. Es una actividad que consiste en criar y cuidar aves, además de su explotación comercial o para autoconsumo. Dicho término es tan abarcador que incluye a una variedad de especies como gallinas, pavos, patos, codornices, entre otras, inclusive algunas especies consideradas silvestres. Sin embargo, existe una gran diferencia en el desarrollo de la actividad de acuerdo con la especie, siendo la más importante la gallina, a tal punto que se considera la actividad agropecuaria más intensificada con la utilización de tecnología.

## Historia
La avicultura, o la cría de aves para consumo humano, probablemente se originó a partir de la práctica de capturar y alimentar crías de aves silvestres robadas de sus nidos. Estas aves jóvenes se criaban para ser sacrificadas una vez que alcanzaban la edad adulta. La preservación de algunos de estos ejemplares habría sido crucial para el desarrollo de la domesticación.
Diversas especies de aves fueron domesticadas en diferentes partes del mundo:
- Aves acuáticas: La alimentación forzada de estas aves, una práctica temprana de avicultura, está documentada en representaciones del Antiguo Egipto.
- Pollo doméstico: Se originó en el sur de Asia y desde allí se dispersó globalmente.
- Gallina de Guinea: Procede de África, donde aún se encuentran poblaciones en estado salvaje.
- Pavo: Fue domesticado por los aztecas en Centroamérica. Sin embargo, todavía existen poblaciones silvestres en los Estados Unidos.
- Codorniz: Fue domesticada en Japón. La cría de esta ave recibe el nombre específico de coturnicultura.

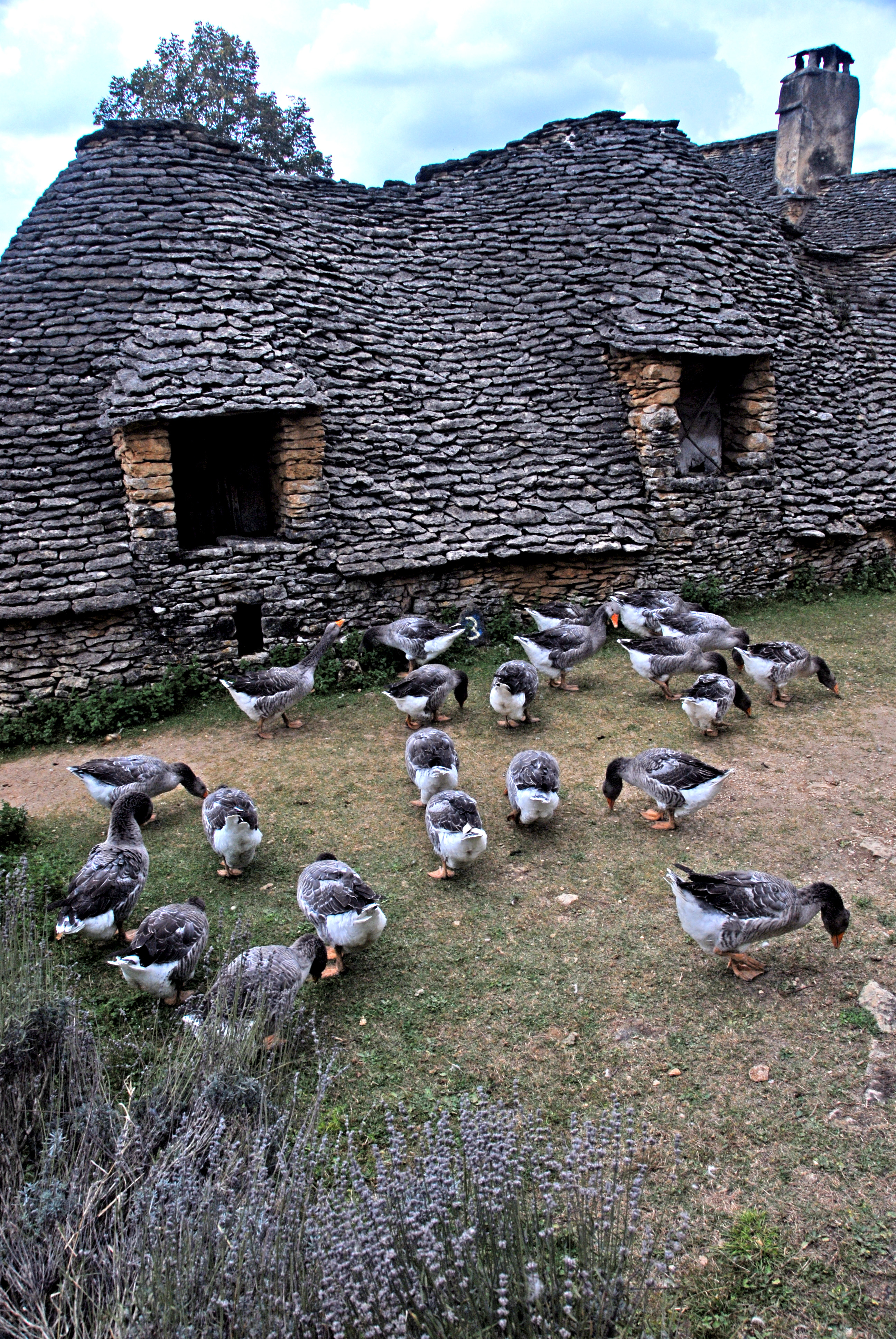
Cría de gansos en una granja.

## Modalidades de avicultura
Este tipo de crías de aves tiene ramas como:
- Gallinocultura: se dedica a la cría de gallináceas.
- Meleagricultura: se dedica a la cría de pavos (guajolotes).
- Anacultura: se dedica a la cría de patos.
- Coturnicultura: se dedica a la cría de codornices y otras pequeñas aves.
- Numidicultura: se dedica a la cría de gallinas de Guinea.
- Colombicultura: se dedica a la cría de palomas productoras de carnes o huevos.
- Colombofilia: se dedica a la cría de palomas mensajeras.
- Estrutiocultura: se dedica a la cría de avestruces.
- Canaricultura: se dedica a la cría de canarios.

Dentro de la avicultura se incluye tanto la avicultura de producción para conseguir carne, plumas o huevos; y la avicultura recreativa con la cría de especies por cuestión de afición, como el silvestrismo, la colombofilia, la canaricultura o la cría de loros u otras especies exóticas.